# Dannemarie, Haut-Rhin
Dannemarie är en kommun i departementet Haut-Rhin i regionen Grand Est (tidigare regionen Alsace) i nordöstra Frankrike. Kommunen ligger i kantonen Dannemarie som tillhör arrondissementet Altkirch. År 2022 hade Dannemarie 2 258 invånare.

## Befolkningsutveckling
Antalet invånare i kommunen Dannemarie
| Referens: INSEE |